# Limnephilus biparta
Limnephilus biparta là một loài Trichoptera trong họ Limnephilidae. Chúng phân bố ở miền Tân bắc.